# LEGO スター・ウォーズ/恐怖のハロウィーン
『LEGO スター・ウォーズ/恐怖のハロウィーン』(原題: Lego Star Wars: Terrifying Tales) は、2021年制作のアメリカのDisney+CGアニメーション映画。2021年10月1日にアメリカや2021年10月8日に日本のDisney+として配信された。

## ストーリー
『スター・ウォーズ/スカイウォーカーの夜明け』での出来事の後、レジスタンスの代表であるポー・ダメロンと相棒のBB-8は、シスの拠点だった火山惑星ムスタファーに不時着してしまう。
この地には、ポーとBB-8はXウイングの修理を待つ間、ハット族のグラバラが経営する不気味なホテルに泊まることにした。このホテルはもともとダース・ベイダーの城であり、彼の元使用人のヴァネーはダークサイドの者たちに関する不気味な話をポー達に語り掛ける。
一つは、ダース・モールが、オビ＝ワン・ケノービに敗北を喫してから復活するまでの話である。二つは、ベン・ソロがカイロ・レンとして目覚める話である。そして、最後はルーク・スカイウォーカーが帝国軍のパイロットになる話である。

## 声の出演
※括弧内は日本語吹き替え
- ポー・ダメロン - ジェイク・グリーン（小松史法）
- ディーン - ラファエル・アレハンドロ（織田海誓）
- ヴァネー - トニー・ヘイル（横島亘）
- レン - クリスチャン・スレーター（中野泰佑）
- ルーク・スカイウォーカー - エリック・バウザ（島田敏 / 鈴木裕斗〈青年〉）
- ハン・ソロ - A・J・ロカシオ（磯部勉）
- レイア姫 - シェルビー・ヤング（川庄美雪）
- ダース・ベイダー - マット・スローン（土師孝也）
- パルパティーン皇帝 / ダース・シディアス - トレバー・デュバル（浦山迅）
- オビ＝ワン・ケノービ / ベン・ケノービ - ジェームズ・アーノルド・テイラー（森川智之）
- ダース・モール - サム・ウィットワー（山路和弘）
- ターキン総督 - トレバー・デュバル（伊藤和晃）
- NI-L8 - メアリー・エリザベス・マクグリン（米田えん）
- ベン・ソロ / カイロ・レン - マシュー・ウッド（津田健次郎）
- グラバラ・ザ・ハット - ダナ・スナイダー（あべそういち）
- ラアム - ダニー・ジェイコブス（吉田健司）
- バアシュ - ジョン・ディマジオ（矢野正明）
- グリーヴァス将軍 - マシュー・ウッド（飯島肇）
- マザー・タルジン - バーバラ・グッドソン（藤生聖子）
- ワトー - ダニー・ジェイコブス（麦人）
- バトル・ドロイド - マシュー・ウッド（間宮康弘）
- 帝国軍パイロット - A・J・ロカシオ（関口雄吾）
- 医療ドロイド - デヴィッド・アコード（越後屋コースケ）